# スリ・アユタヤ (海防戦艦)

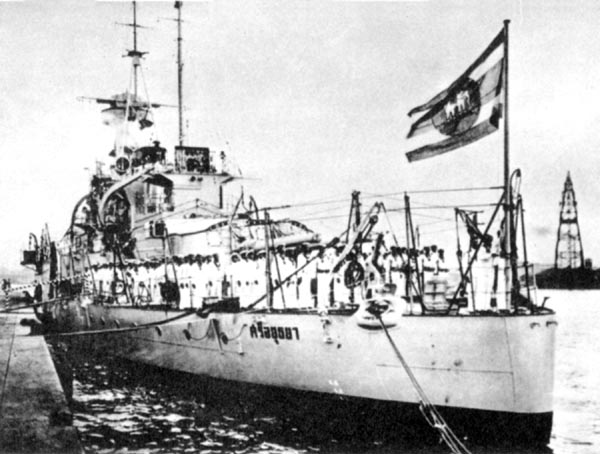

スリ・アユタヤ（เรือหลวงศรีอยุธยา）はタイ海軍の海防戦艦。スリ・アユタヤ級。1938年から1951まで就役し、タイ・フランス領インドシナ紛争の際には活動した。スリ・アユタヤはその後、マンハッタン反乱の戦闘で沈没するまで海軍の旗艦を務めた。

## 艦歴
神戸の川崎造船所で建造。1937年1月12日起工。1937年7月24日進水。1938年6月15日竣工。
1940年にタイ・フランス領インドシナ紛争が勃発すると、海軍はトンブリとスリ・アユタヤを第一戦隊に配属し、2隻はフランス軍の攻撃を警戒して東部海域を哨戒する任務に就いた。1月14日の夜、トンブリ率いる一団はトラート県のコーチャン島に駐留していたスリ・アユタヤとその護衛を支援するためにサッタヒッープ海軍基地を出港した。一団は翌朝合流し、スリ・アユタヤ一団はサッタヒーップに帰還した。2日後の1月17日の明け方トンブリとその一団はフランス海軍とコーチャン沖海戦で交戦した。スリ・アユタヤは戦闘の支援に派遣されたが、到着した時間は午後で、戦闘が終わった後であった。しかし、一部のフランスの報告書では、スリ・アユタヤは戦闘中雷撃で損傷したと誤記されている。
「スリ・アユタヤ」はラーマ8世やラーマ9世が留学先から帰国する際に御召艦になった。
1951年6月29日、マンハッタン反乱として知られるクーデター未遂事件がおこった。海軍士官がプレーク・ピブーンソンクラーム首相を拉致して「スリ・アユタヤ」に監禁。それに対し陸軍と空軍が攻撃を行い、「スリ・アユタヤ」は7月1日に沈没した。
「スリ・アユタヤ」は1959年10月8日に除籍され、浮揚後解体された。

## 要目
- 排水量：基準2080トン（2115メートルトン）、満載2350トン[2]
- 長さ：全長77.01m、水線長75.00m[2]
- 幅：水線幅13.41m[2]
- 吃水：4.17m、平均3.99m（基準排水量）[2]
- 装甲：装甲帯63.5mm、甲板25-38mm、司令塔102mm[2]
- 機関：川崎MAN G9V 45/60型9気筒4ストロークディーゼル機関2基、2軸、出力5200制動馬力[2]
- 速力：15.8ノット[2]
- 兵装：50口径三年式20cm砲4門（連装2基）、ボフォース50口径75mmM/30型両用砲4門（単装4基）、マドセン60口径20mm機銃4艇（連装2基）[2]